# Al-Bumba
Al-Bumba (arab. البمبة, Al-Bumbah) – wieś w północno-wschodniej Libii, nad zatoką al-Bumba, w odległości 61 km na południe od Darny. W 1995 roku liczyła ok. 3 tys. mieszkańców.
Według Herodota z Halikarnasu miejscowość powstawała w VII wieku p.n.e. Wtedy to grupa greckich imigrantów z Thiry osiedliła się u wybrzeży zatoki, zakładając najpierw Cyrenę, potem wieś Al-Bumba.